# Andrei Molodkin
Andrei Molodkin, född 24 juni 1966 i Ryssland, är en konstnär som är verksam i Paris och Moskva.
Andrei Molodkin är känd för sina skulpturer i råolja och hans stora teckningar gjorda med kulspetspennor.